# Metropolie Brazzaville a Gabon
Metropolie Brazzaville a Gabon je eparchie Alexandrijského patriarchátu.

## Území a titul biskupa
Zahrnuje správní hranice území  Gabonu Konžské republiky.
Eparchiálnímu biskupovi náleží titul metropolita brazzavillský a gabonský, hypertymos a exarcha Atlantské Afriky.

## Historie
Prvním kazatelem pravoslaví na území Konžské republiky byl Floribert Tchizibou, který přišel do Brazzaville roku 1983. Roku 1985 akkrský metropolita Eirinaios (Talampekos) poprvé navštívil město a pokřtil zde 65 věřících.
- Roku 1991 úřady Konga uznaly pravoslavnou komunitu.
- Roku 1995 se území Konga stalo součástí středoafrické metropolie.
- Dne 7. října 2010 byla rozhodnutím Svatého synodu zřízena samostatná eparchie.
- Dne 9. ledna 2016 byl přijat dokument o oficiální registraci pravoslavné komunity v Gabonu.
- Dne 24. října 2017 byla eparchie povýšena ne metropolii.

## Seznam biskupů
- 2010–2012 Teolog (Chrysanthakopoulos), dočasný administrátor
- 2012–2022 Panteleimon (Arafimos)
- 2022–2024 Cosmas (Tasitis), dočasný administrátor
- od 2024 Theodoros (Dridakis)